# Grobogan (huyện)
Grobogan là một huyện (tiếng Indonesia: kabupaten) ở tây nam tỉnh Trung Java tại Indonesia. Huyện lị là Purwodadi. Huyện được thành lập vào ngày 4 tháng 3 năm 1726, huyện Grobogan có diện tích 1.975,86 km², và là huyện có diện tích lớn thứ hai trong tỉnh, dân số năm 2004 đạt 1.359.191 người. Grobogan được chia thành 19 phó huyện (Brati, Gabus, Geyer, Godong, Grobogan, Gubug, Karangrayung, Kedungjati, Klambu, Kradenan, Ngaringan, Penawangan, Pulokulon, Purwodadi, Tanggungharjo, Tawangharjo, Tegowanu, Toroh, Wirosari) và chia tiếp thành 280 làng. Grobogan giáp Demak, Pati và Kudus ở phía bắc, phía đông là Blora, phía nam là Ngawi (Đông Java), Sragen và Boyolali; phía tây là huyện Semarang.
Grobogan là một thung lũng bằng phẳng nằm giữa hai dãy núi là Pegunungan Kendeng ở phía nam và Pegunungan Kapur Utara ở phía bắc. Mặc dù khá nóng nực vào mùa khô, song Grobogan là một trong những nơi sản xuất lúa gạo chính của tỉnh Trung Java, với sự trợ giúp của các đập tích nước nhân tạo, như Bendungan Klambu, Bendungan Sedadi và Bendungan Kedung Ombo. Việc xây dựng Bendungan Kedung Ombo từng là một vấn đề gây tranh cãi vì ảnh hưởng đến xã hội. Hai dòng sông lớn trong huyện là Kali Lusi (hay Pilang) và Kali Serang. Vào mùa mưa, hai con sông có thể gây lũ lụt và phá hủy mùa màng.